# Shawn Jobin
 (octobre 2020).
 (octobre 2020).
Si vous disposez d'ouvrages ou d'articles de référence ou si vous connaissez des sites web de qualité traitant du thème abordé ici, merci de compléter l'article en donnant les références utiles à sa vérifiabilité et en les liant à la section « Notes et références ».

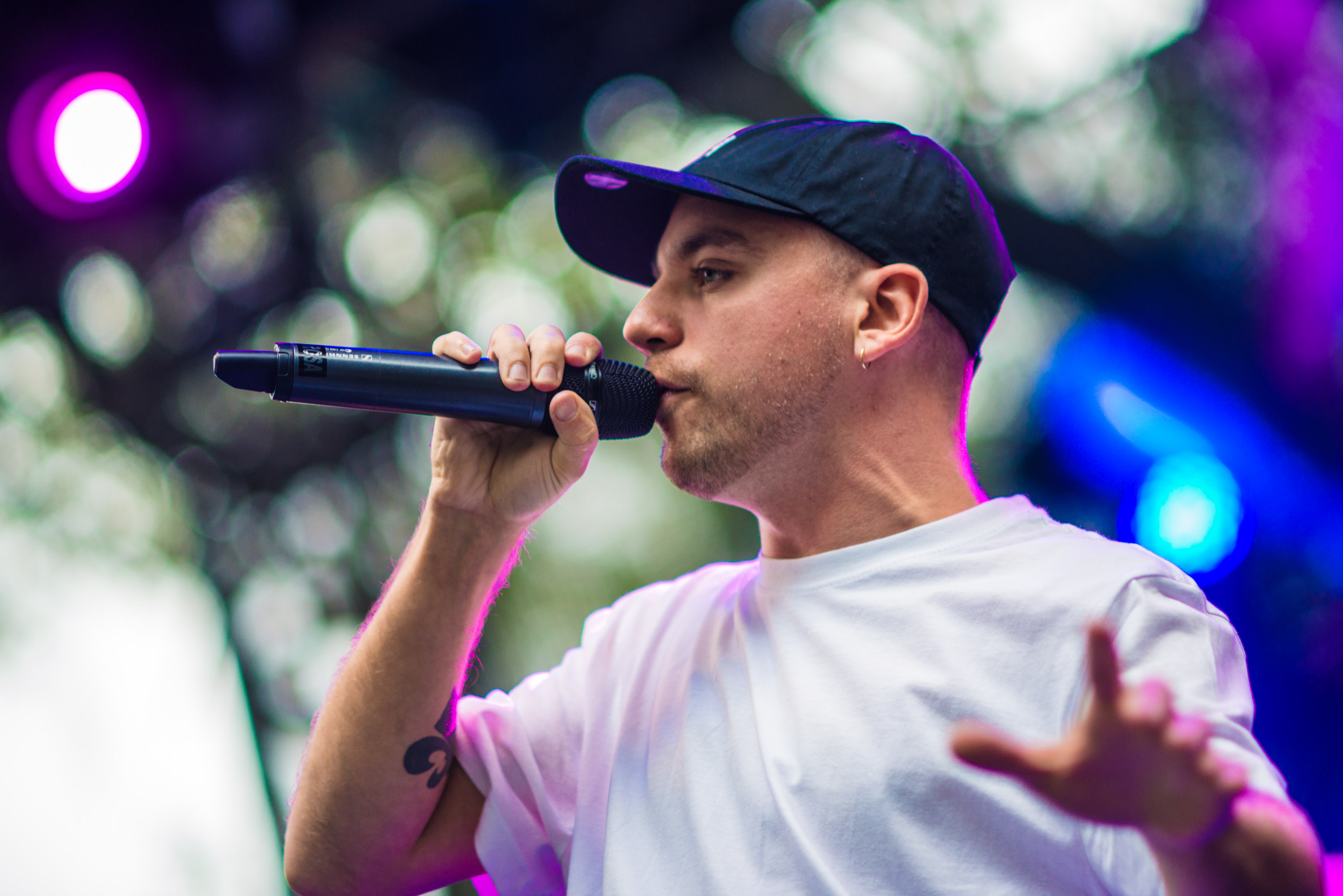
Shawn Jobin en spectacle

Shawn Jobin, né le 23 décembre 1992, est un auteur-compositeur-interprète de rap canadien. Bilingue anglais-français, il vit à Saskatoon, dans la province de la Saskatchewan. Il est l’un des artistes hip-hop francophones les plus connus de cette province. La défense de la langue française, dans les milieux minoritaires au Canada, est l'une de ses nombreuses sources d’inspiration. Âgé de 28 ans, Shawn Jobin a déjà gagné de nombreux prix et distinctions pour sa démarche artistique.

## Biographie
Élevé au Québec où il a étudié en anglais, Shawn Jobin écrit ses premières chansons et musiques de style rap/hip-hop dès l’âge de 12 ans. Il découvre la scène en 2007 lors d'un premier spectacle de rap dans sa région.
En 2008, il déménage pour aller vivre en Saskatchewan avec sa mère et son frère où il s’inscrit dans un collège francophone. Dès la première année, il gagne la finale régionale et provinciale du concours Secondaire en spectacle. Cela lui permet de présenter sa chanson devant des milliers de jeunes à Hull et Ottawa au cours de la finale pan québécoise. Dans la foulée, une autre de ses compositions intitulée C’est pour la musique, lui permettra de remporter le premier prix du concours Test ta plume 4, organisé par la radio de Radio-Canada pour les auteurs-compositeurs de 25 ans et moins. Ce prix lui a permis d’enregistrer sa première chanson qui a été diffusée régulièrement sur les ondes radio-canadiennes.
À l’âge de 15 ans, en 2009, il signe son premier contrat de disque et sort un premier album sous le titre les premiers pas. Il fait sa première tournée dans l'Ouest canadien avec D-J Gaff, un vétéran de la scène locale. Il consacrera les deux années suivantes à peaufiner son art en suivant différentes formations dédiées aux auteurs-compositeurs-interprètes (Festival en chanson de petite vallée, festival international de la chanson de Granby etc.) tout en collaborant avec le slameur montréalais Ivy.
En mai 2011, il remporte cinq prix lors de la première édition de Nouvelle Scène(autrefois nommé Gala Fransaskois de la chanson), soit : le prix du Conseil culturel fransaskois, le prix Radio-Canada, le prix de l’Association jeunesse fransaskoise, le prix Dave Lawlor et le prix Coup de cœur du public il participe à la finale de Chant’ouest et fait son premier spectacle à Montréal au Club Soda.
En 2012, entouré d’une nouvelle équipe, Shawn enregistre un EP de quatre titres Tu ne m’auras pas ,, (lancé en 2013) réalisé par Claude Bégin (Accrophone, Karim Ouellet) s’en suivra une tournée et de nombreuses invitations a des festivals , galas et bourses d’artiste à travers le Canada.
À l’automne 2014, Shawn Jobin a eu l'honneur d'être nommé pour le prix du lieutenant gouverneur de la Saskatchewan, dans la catégorie Artiste émergent. Au Gala Trille Or 2015, Shawn Jobin s’est vu décerner le prix « Découverte de l'Ouest canadien (artiste ou groupe).
En juillet 2015, la carrière internationale.de l’artiste se développe et il présente son spectacle au Festival Pause Guitare (Albi Fr) et aux Francofolies de Spa (Belgique). Il y retourne en 2016 invité par le festival parisien Aurore Montréal.
En 2016 il remporte le prix pour le meilleur vidéoclip pour la chanson Fou au Gala Trille d’Or et le très important prix “Portée Radio-Canada” remis pour la première fois à trois artistes de la francophonie canadienne représentant les meilleurs espoirs de l’Acadie, l’Ontario et de l'Ouest canadien. Il met sur le marché trois simples tirés du prochain album Éléphant.
En janvier 2017 il est en nomination dans quatre catégories au prix Trille Or (Meilleur Interprète masculin, meilleur vidéoclip, Export-Ouest, meilleure présence web). En février, le Musée canadien pour les droits de la personne de Winnipeg a choisi de mettre en valeur les accomplissements de sept Canadiens ayant un parcours inspirant en regard des droits de la personne, à tout juste 24 ans Shawn Jobin se voit ainsi honoré par cette importante exposition muséale. Le 12 mai 2017 de cette année il lance son premier album complet Éléphant,,. extrêmement bien accueilli par la critique et qui lui vaudra une belle reconnaissance auprès des médias et de l’industrie (Musicaction, le Canal auditif  )
L’année 2018 verra la sortie de trois vidéoclips tirés de son nouvel album (Éléphant, La déroute, So close remix). Le 23 octobre 2020 sort le vidéoclip 140 nouvel extrait du prochain album de Shawn Jobin. Au Gala Trille Or 2023, il remporte les prix dans les catégories Rap/Hip-Hop et Meilleur spectacle en ligne.
En 2024, il lance un nouveau projet avec David Robquin (Squerl Noire) : Faux Soleil.

## Discographie

### Album
- 2009 : 	Les premiers pas
- 2012 :	Tu m’auras pas (EP) [1],[2],[3]
- 2017 :	Éléphant [5],[6],[7]

### Collaboration
- 2018: Automat - Mémoire ft.Shawn Jobin
2020 : DJ Unpier - Déprime stylé ft.Shawn Jobin
- 2023 pp dans